# 魔偶奇譚：小小德意志
《魔偶奇譚：小小德意志》（英語：Puppet Master: The Littlest Reich）是2018年美國恐怖喜劇片，由桑尼·拉古拿（Sonny Laguna）和湯米·域倫（Tommy Wiklund）共同執導，S·克雷格·札勒編寫劇本。本片是《魔偶奇譚》系列電影第二部作品，以及系列重啟作；劇情設於平時世界，與之前的電影無關。
電影由湯瑪斯·雷蒙、珍妮·佩萊瑟（Jenny Pellicer）、尼爾森·富蘭克林、查琳·易、麥可·派瑞、芭芭拉·克蘭普頓與烏多·基爾主演，於美國2018年8月17日上映。

## 演員
- 湯瑪斯·雷蒙飾演艾德格·艾斯頓（Edgar Easton）
- 珍妮·佩萊瑟（Jenny Pellicer）飾演艾莉許·薩默斯（Ashley Summers）
- 尼爾森·富蘭克林（英语：Nelson Franklin）飾演馬可維茲（Markowitz）
- 查琳·易（英语：Charlyne Yi）飾演娜麗莎（Nerissa）
- 麥可·派瑞飾演布朗警探（Detective Brown）
- 艾力克斯·貝（Alex Beh）飾演豪伊（Howie）
- 馬提亞斯·修斯（英语：Matthias Hues）飾演斯特羅梅爾森（Strommelson）
- 斯凱塔·詹金斯（Skeeta Jenkins）飾演可愛熊（Cuddly Bear）
- 芭芭拉·克蘭普頓飾演卡蘿·多雷斯基（Carol Doreski）
- 烏多·基爾飾演安德烈·圖隆（André Toulon）
- 肯尼迪·薩默斯飾演歌蒂（Goldie）

## 製作
2016年5月，迪·波納文圖拉製片公司和Cinestate取得《魔偶奇譚》重啟電影的版權，S·克雷格·札勒已簽約編寫《魔偶奇譚：小小德意志》的劇本。

## 外部連結
- 互联网电影数据库（IMDb）上《魔偶奇譚：小小德意志》的资料（英文）
- AllMovie上《魔偶奇譚：小小德意志》的资料（英文）
- Metacritic上《魔偶奇譚：小小德意志》的資料（英文）
- 爛番茄上《魔偶奇譚：小小德意志》的資料（英文）